# K.H. Seidelin
Klaus Henrik Seidelin, (6. maj 1761 – 5. april 1811) var en dansk bogtrykker, forlægger og bladredaktør

## Liv og karriere
Klaus Henrik Seidelin blev født i Gloslunde på Lolland, hvor faderen, Hans Seidelin, var præst; moderen var Magdalene Christine (født Sidelmann).
Som dreng kom han til søs, tog styrmandseksamen, men forlod 1778 søen og blev 1780 student fra Nakskov. 1787 kom han som huslærer til St. Thomas, hvor han 1790 blev lærer i matematik, regning og skrivning ved et institut der. Men året efter gik han tilbage til Danmark, hvor han først boede i Maribo og derpå i København, hvor han 1797 blev bogtrykker efter en kort Tid at have stået i lære i Hamburg.
Det var efter en urolig omflakken, at Seidelin, hvem Jens Kragh Høst kalder "en Mand af Hoved og Kraft", kom i havn som bogtrykker, men en rolig havn blev det ikke. For sin forretnings skyld gjorde han 1799 en rejse til Tyskland, Holland og Frankrig, og hjemkommen fra den anlagde han ved siden af sit bogtrykkeri et skriftstøberi.
Men væsentligere er det, at han som alle datidens bogtrykkere blev forlægger og i sit forlag viste, at han helt tilhørte tidens frisindede retning. Han udsendte en del skrifter, som han selv oversatte, f.eks. Carl Friedrich Bahrdts Naturlig Religions Katekismus og Condorcets Skilderi af den menneskelige Aands Fremskridt, og
var forlægger for Otto Horrebow, Malthe Conrad Bruun og P.A. Heiberg, ikke at tale om, at han var medstifter af selskabet "For Sandhed".
Og han var ikke akademiker i sit frisind; han ville påvirke mængden. Allerede i Maribo lagde han grunden til et offentligt bibliotek, og i kvartalsskriftet For Sandhed skrev han bl.a. om Manglerne ved Oplysningens Meddelelsesmidler. Bønderne skulde lære en vis art matematik. 1798 begyndte han at udgive Politivennen med undertitelen et ugentligt Almuesblad, og 1803 begyndte han bladet Dagen.
Hans monumentaleste arbejde turde dog være den af ham "samlede, forlagte og trykte" Læsendes Aarbog (I-III, 1800-2) med dens litterære tidstavle, en slags tidlig forløber for nationalbibliografier som Dansk Bogfortegnelse og Bibliotheca Danica og en guldgrube af viden om de litterære tilstande kort før og efter Trykkefrihedsforordningen af 1799.
Selvfølgelig kom han oftere i kollision med myndighederne. 1799 blev han således dømt for at have trykt M.C. Bruuns Bevis, at en monarkisk Regering ikke er forbunden til at bortgive Embeder efter de søgendes Duelighed, og 1805 blev han fradømt sit bogtrykkeriprivilegium for i Dagen at have trykt artikler uden censur. Efter den dom kalder han sig på bladet "Kommandersergent ved det borgerlige Artilleri og Litteratus" og anbefaler sig som oversætter fra engelsk, fransk, tysk, spansk, italiensk, hollandsk og russisk.
1811 opnåede han at få særlig bevilling til at måtte trykke de af ham udgivne Blade Dagen og Politivennen, men få dage efter døde han, 5. april 1811.
27. februar 1798 havde han ægtet Frederikke Vinzentine (født som Rathenburg i 1755), enke efter skoleholder Bent Schønberg på Vemmetofte og datter af sognepræst Jørgen Rathenburg i Lyderslev og Edel Margrethe (født Bagger).